# Vârful Mija, Munții Parâng
Varful Mija 2372m este situat in Muntii Parang, in afara crestei principale, la Nord-Est fata de Vf Carja 2402m. Din 2 circuri glaciare orientate spre Nord, dintre care unul gazduieste Lacul Mija (lac glaciar), se formeaza raul Mija Mare, afluent al Jietului. Sub varfurile Carja 2402m si Mija se afla Lacul Carja, lac glaciar.
"Muntii Parang"; Harta turistica; autor Danut Calin; 2005